# Zagan

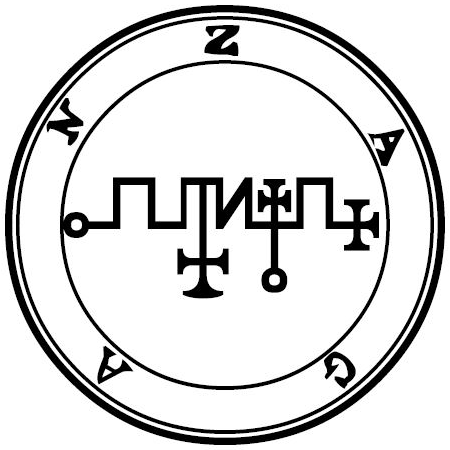
Sigil służący do przywołania Zagana

Zagan – w tradycji okultystycznej, sześćdziesiąty pierwszy duch Goecji. Znany również pod imieniem Zagam. By go przywołać i podporządkować, potrzebna jest jego pieczęć, która według Goecji powinna być zrobiona z rtęci albo ze złota.
Jest wielkim królem i przywódcą (prezydentem)  piekła. Rozporządza 33 legionami duchów.
Obdarza ludzi mądrością, przemienia każdego głupca w mędrca. Potrafi przemienić wodę w wino i na odwrót oraz krew w wino i krew w oliwę. Może również przemienić każdy metal w kruszec, który jest lepszy od niego (np. ołów w srebro, a miedź w złoto).
Wezwany ukazuje się pod postacią byka ze skrzydłami gryfa, jednakże zaraz po przywołaniu przemienia się w człowieka.